# Aeroportul Tours Val de Loire
Aeroportul Tours Val de Loire (IATA: TUF, ICAO: LFOT) este un aeroport din Tours, Indre-et-Loire, Centru, Franța metropolitană, Franța ce deservește zona Tours. Aeroportul a fost tranzitat în 2022 de 178.151 de pasageri. A fost numit după zona deservită.
Situat la o altitudine de 109 m, aeroportul dispune de 1 pistă. Este operat de SNC-Lavalin⁠(d).

## Infrastructură

### Piste
Aeroportul dispune de o singură pistă. Pista 02/20 are suprafața de beton. 